# Grancia (Morino)
Grancia (pronuncia: Grancìa) è una frazione italiana di circa 720 abitanti del comune di Morino (AQ), in Abruzzo.

## Geografia fisica

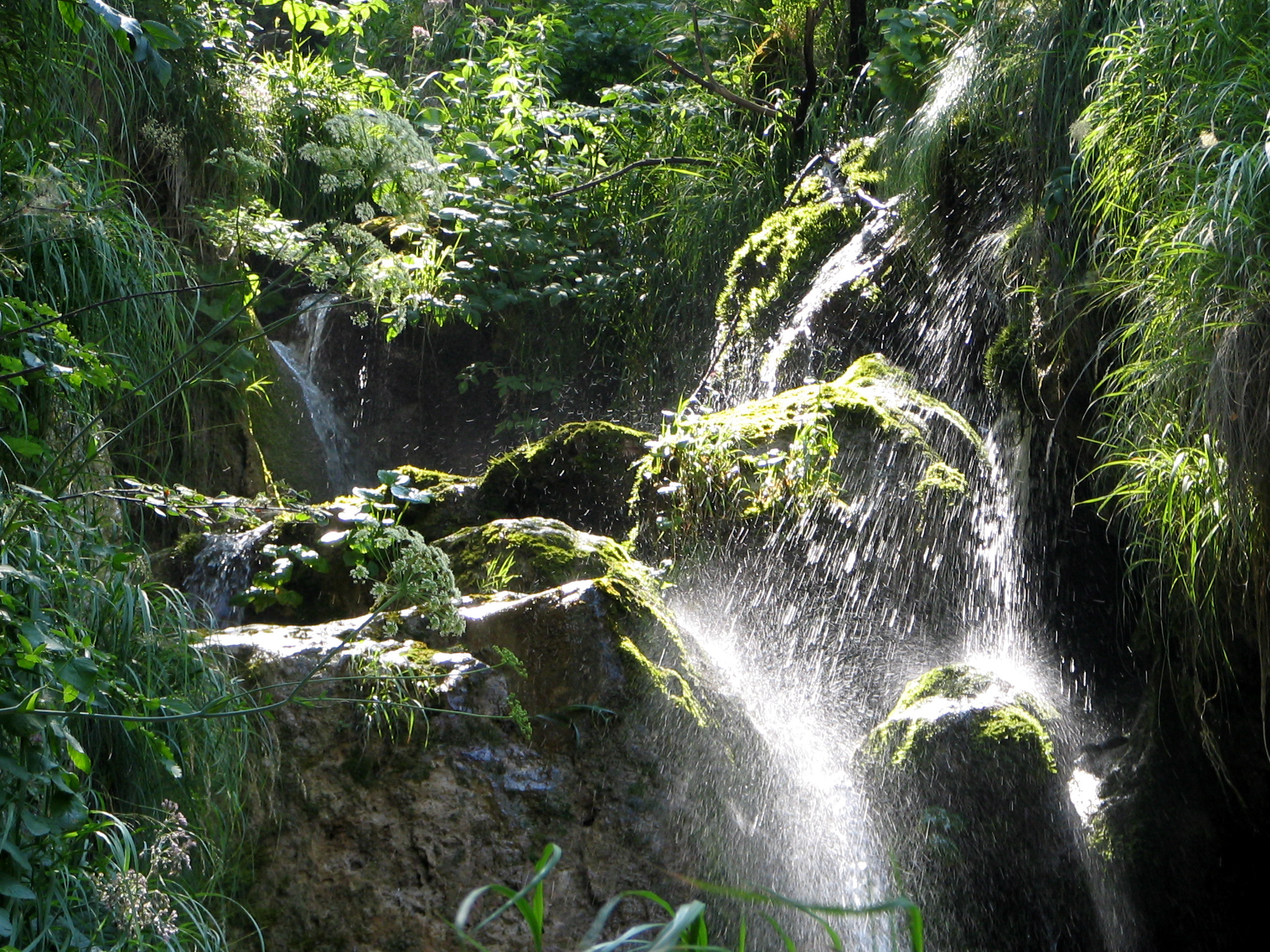
Scorcio della riserva naturale guidata Zompo lo Schioppo

Il paese è situato a 475 m s.l.m. su un colle del versante occidentale della valle Roveto. Nel suo territorio si trovano le località di Brecciose e La Fossa e la riserva naturale guidata Zompo lo Schioppo. Il torrente Romito, oltre la cascata dello Schioppo, lambisce l'abitato fino a confluire nel fondovalle rovetano al fiume Liri.
Grancia dista circa due chilometri dal capoluogo comunale.

## Origini del nome
Il toponimo Grancia, spesso riportato come "La Grancia" e specie in alcuni documenti storici come "Grangia", deriva con ogni probabilità dai termini latini "granea" (grano) e "granica" (deposito di grano). Il vocabolo spagnolo "granja" (italianizzato in "granza") e quello francese "granche" o "grange" indicano a loro volta la presenza nel territorio di depositi di grano.

## Storia

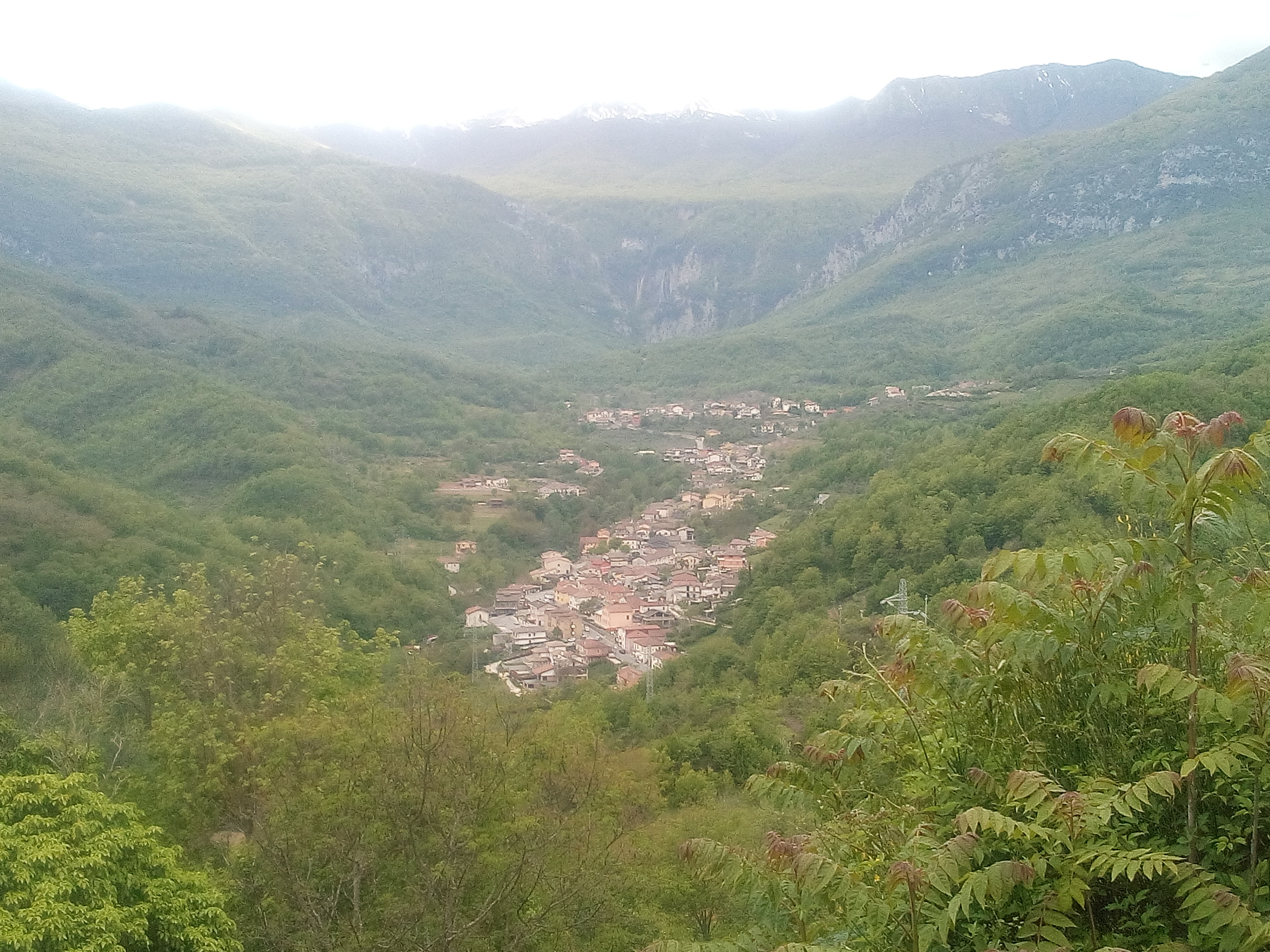
Veduta del paese da Morino Vecchio

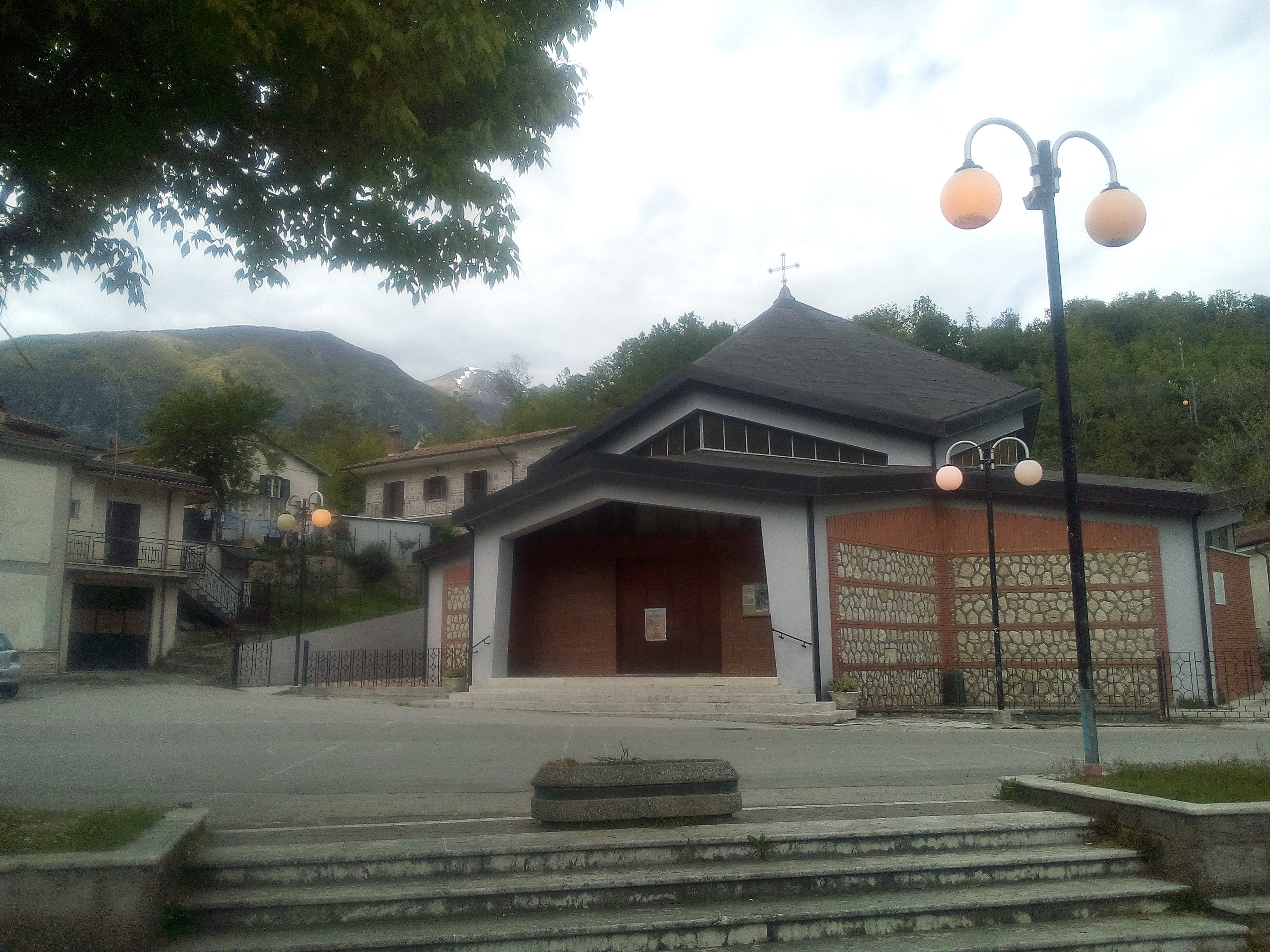
Chiesa di Santa Maria della Stella

In epoca preromana in località Molino a circa 570 m s.l.m. era presente con ogni probabilità una piccola area cultuale dei Marsi antinati, mentre il vicus di epoca imperiale fu governato dal municipio di Antinum, in antichità principale centro del territorio rovetano.
Nell'XI secolo la chiesa scomparsa di "Sancto Petro in Morini", situata in località Brecciose, fu donata al monastero di Montecassino da un esponente dei conti dei Marsi, Rainaldo di Obberto da Antena, mentre nel corso del secolo successivo la piccola chiesa rupestre del Pertuso risultò tra i possedimenti dell'abbazia di Casamari.
La parte più antica di Grancia risale invece al XIII secolo e corrisponde all'area del vecchio mulino. Negli ultimi anni del Trecento ai monaci certosini di Trisulti furono donati diversi appezzamenti di terra e numerose altre pertinenze probabilmente grazie alla regina consorte di Napoli Margherita d'Angiò. Nel 1459 Ferdinando I d'Aragona confermò e ampliò i benefici in favore dei trisultini che nella località, nota in quel periodo come Villa di Morino, restarono fino al XVIII secolo. In questo territorio fu realizzata una vera e propria masseria con depositi di grano da utilizzare in caso di occorrenza anche per rifornire di farina il monastero situato nel vicino comune laziale di Collepardo, tanto che con il passare del tempo la località assunse il toponimo di Grancia o La Grancia. 
Con l'abolizione del feudalesimo il piccolo centro venne aggregato prima nel governo di Civitella Roveto, poi nel comune di Civita d'Antino e dal 1831 insieme alla frazione di Rendinara nel nuovo comune di Morino.
Nella metà del XIX secolo il viaggiatore inglese Alexandre Dumas visitò la ferriera di Grancia progettata e realizzata nel 1790 nei pressi dell'argine del torrente Romito dall'ingegnere Luigi Sebastiani. La fonderia si serviva principalmente di due miniere situate sul monte Pietra Rea in Morino e in località Campodigrano nei pressi di Balsorano. 
Dopo il terremoto della Marsica del 1915 a Grancia vennero edificate le baracche post sisma che nel corso dei decenni successivi furono smantellate e sostituite da edifici moderni.

## Monumenti e luoghi d'interesse

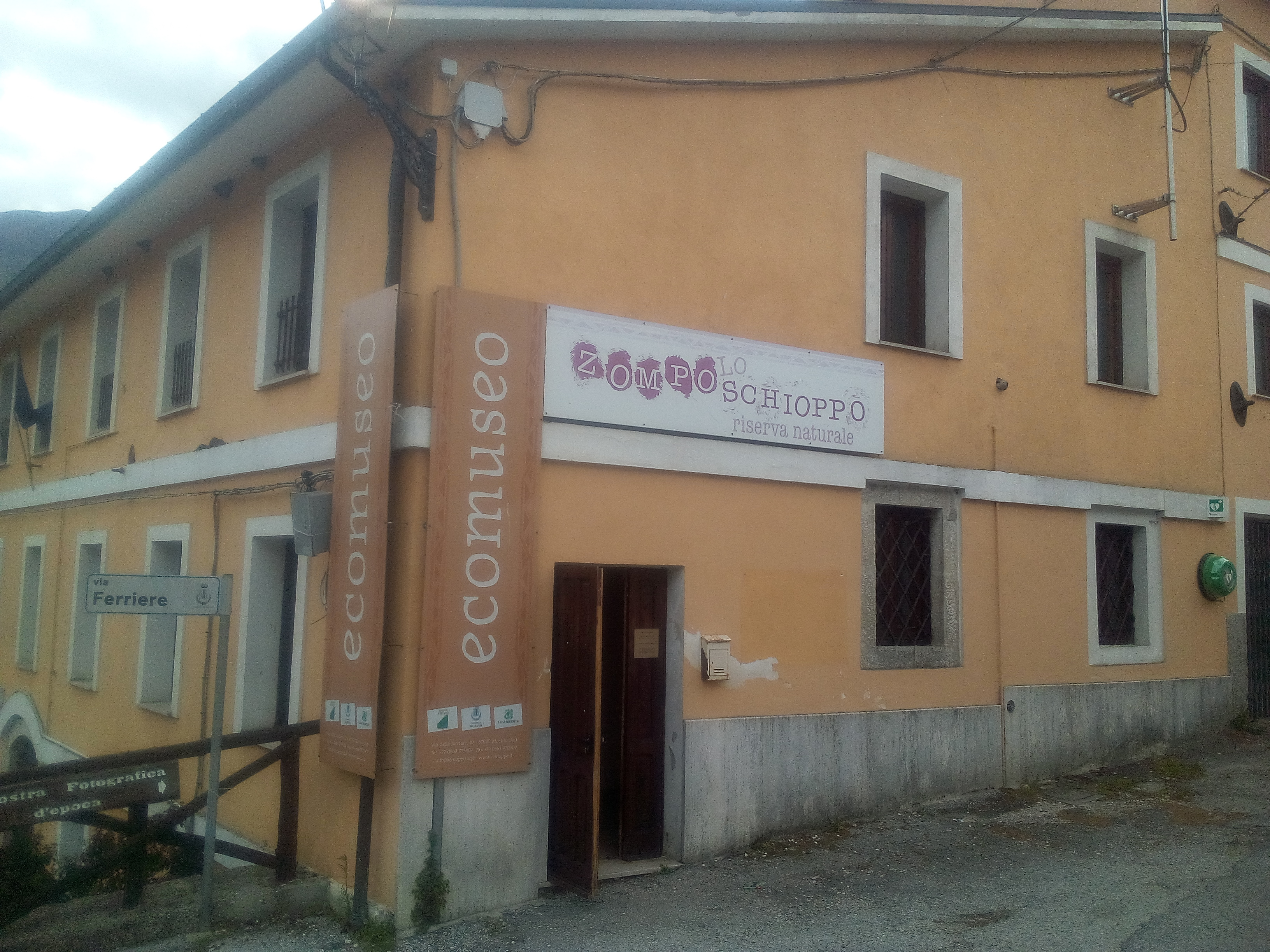
Sede dell'ecomuseo

### Architetture religiose
Chiesa di Santa Maria della StellaCitata la prima volta nel 1767 appartenne in giuspatronato al cardinale Marcantonio Colonna. L'edificio di culto, detto anticamente anche chiesa della Madonna della Quercia, nel XIX secolo fu di proprietà di Innocenzo Ferrante, parroco ad Alvito. Nel 1954 il marchese Nicola Toraldo donò la chiesa e le vicine pertinenze alla diocesi di Sora.
- Eremo di Santa Maria del Cauto situato nei pressi della cascata di Zompo lo Schioppo.
- Chiesetta degli Alpini realizzata nel 2015 in località La Fossa[13].

### Aree naturali
Riserva naturale guidata Zompo lo SchioppoArea protetta istituita nel 1987. Prende il nome dalla cascata naturale di Zompo lo Schioppo (letteralmente "salto dello sparo"), una tra le più alte cascate degli Appennini. L'acqua sgorga da una ripida parete calcarea creando un salto di oltre 80 metri. La sede dell'ente gestore della riserva naturale guidata si trova a Grancia.
Incubatoio itticoPiccola area lacustre artificiale situata nell'area di rispetto della riserva, tra le località di La Fossa e Brecciose.
Buco del CaùtoStretta gola formatasi nei pressi dell'eremo di Santa Maria del Cauto situata tra l'area del romitorio, il valico della Salvastrella e il rifugio La Liscia a quota 1474 m s.l.m.
- Torrente Romito, detto anche torrente Lo Schioppo, confluisce nel fiume Liri.

## Società

### Tradizioni e folclore
La festa patronale in onore di san Rocco si svolge annualmente il 16 agosto. A primavera si tiene la festa della carbonaia.

## Cultura
Ecomuseo della riserva naturale Zompo lo SchioppoL'ecomuseo della riserva naturale offre la possibilità di conoscere la flora e la fauna tipiche del territorio. Inaugurato nel 2000 è dotato di un centro visita.

## Infrastrutture e trasporti

### Strade
Il paese è collegato al capoluogo comunale e alle arterie Avezzano-Sora e N°82 della Valle del Liri situate sul fondovalle rovetano attraverso la strada "Grancia-Morino".